# En sjöman till häst
En sjöman till häst är en svensk dramafilm från 1940 med Edvard Persson i huvudrollen, regisserad av Emil A. Lingheim. Fotograf var Harald Berglund.

## Handling
Skåningen Lasse Borg (Edvard Persson) är kock på en båt som sprängs då den går på en mina utanför Skånes kust. Han flyter i land vid Abbekås tillsammans med sin kamrat Karl Gustav Bremberg. De har förlorat allt de äger, men bryr sig inte om detta utan ger sig ut på äventyr. Snart kommer de till ett slott, där de möter baron von Berger. Lasse och Karl Gustav dras in i intriger kring vem som ska ärva slottet, och Karl Gustav förälskar sig i baronens dotter, Paula von Berger.

## Om filmen
Filmen bygger på Fredrik Lindholms pjäs Miljonär för en dag (som filmatiserades även 1925  – Miljonär för en dag).
Känt från filmen är sångnumret där Edvard Persson sjunger sjömannens hyllning till Skåne:
Månntro det ligger kvar på kartan

detta Skånes lilla lann

Månntro det doftar utav mylla och av vår

Är korna lika svart och vita

och är pilen lika grann

och snurrar möllan efter alla dessa år?

## Roller i urval
- Edvard Persson - Lasse Borg, sjöman
- Karl-Arne Holmsten - Karl Gustav Bramberg, Lasses kamrat
- Elvin Ottoson - baron Axel von Berger
- Olga Andersson - fru von Berger
- Elly Christiansson - dottern Paula von Berger
- Per Björkman - baron Bengt von Kronsvärd
- Ivar Kåge - advokat Stenberg
- Bullan Weijden - Mina, anställd på godset
- Mim Ekelund - fru Ek, statarfru
- Ernst Malmquist - Larsson, betjänt

## Musik i filmen
- Sjömansvisa, sång Edvard Persson.
- Efter alla dessa år, kompositör och text Sören Aspelin och Jokern, sång Edvard Persson.
- Ni har ingen aning om sjömannens liv, kompositör och text Alvar Kraft, sångare okänd.
- Marschtrall, kompositör Alvar Kraft, instrumental.
- Vi har gungat uppå havet, kompositör och text Sören Aspelin och Jokern, sång Edvard Persson.
- En sjöman till häst, kompositör Alvar Kraft, instrumental.
- Första jakten, kompositör Alvar Kraft, instrumental.
- I trollskogen, kompositör Alvar Kraft, instrumental.
- Oh, vad det är ljuvligt i naturen, kompositör Lasse Dahlquist, instrumental.
- Vid dansbanan, kompositör Alvar Kraft, instrumental.
- Soluppgången, kompositör Alvar Kraft, instrumental.
- Wien, Wien, kompositör Alvar Kraft, instrumental.
- En lek för två, kompositör Sören Aspelin, instrumental.
- Alla är vi sjömän (på livets stora hav), kompositör Alvar Kraft, text Charles Henry, sång Edvard Persson.
- Hembygd du rika, kompositör och text Alvar Kraft.
- Låt oss tillsammans i minnena gå, kompositör Alvar Kraft, text Gus Morris, framförs instrumentalt.
- En tango, kompositör Alvar Kraft, instrumental.